# El Tuma - La Dalia
El Tuma - La Dalia é um município da Nicarágua, situado no departamento de Matagalpa. Tem 652 km² de área e sua população em 2020 foi estimada em 75.518 habitantes.